# إدواردو آزيفيدو
إدواردو آزيفيدو هو مهندس برازيلي، ولد في 21 سبتمبر 1982.

## وصلات خارجية
- إدواردو آزيفيدو على موقع DriverDB.com (الإنجليزية)